# Trijumvirat
U istom periodu na povijesnoj sceni su se pojavile dvije ličnosti; Pompej i Kras. Konzulat su dobili 70. pr. Kr. prihvativši se namjere da unište neke odredbe Sulinog uređenja. Za kratko vrijeme bi vraćena sudska vlast vitezovima, a tribunima njihova ranija prava. Opskrba jeftinim žitom je također bilo ponovno uvedeno. Pompej je bilježio vojne pobijede u ratovima protiv Mitrada, Sirije, pirata koji su pljačkali na Sredozemnom moru, zadobivši veliku popularnost. Godine 62. pr. Kr. iskrcao se s vojskom u luci Brundizij. Kad je raspustio vojsku, krenuo je u Rim. U Rimu nije dobio odobrenje senata za svoje prijedloge. Optimat, potisnut od svojih staleških drugova, približio se popularima. To je bio moment za mladog Julija Cezara. Potomak roda Julija, Cezar je od početka svoje karijere bio popular. Uspinjući se na državnoj ljestvici njegova diplomatska vještina je posebno došla do izražaja. Marko Licinije Kras i Pompej nisu mogli održati svoje prijateljstvo. Uz Cezarovu pomoć i nagovaranje sklopljen je prvi trijumvirat 60. pr. Kr., između Cezara, Pompeja i Krasa. 
Pokušavajući održati veze s Pompejem i Krasom, u ljeto 56. pr. Kr. se nalazi s njima u gradu Lucca i tamo sklapaju dogovor. Dogovor je bio da Cezar ostaje u Galiji, da ima pravo na 10 legija te da će konzulom postati 48. pr. Kr., dok će ova dvojica konzulima postati već sljedeće 55. pr. Kr. 
Oktavijan je iznenada s Antonijem i Lepidom (zapovjednikom Cezarove konjice) sklopio drugi trijumvirat 43. pr. Kr. u Boniji.